# Оскар (кинопремия, 1965)
37-я церемония вручения наград премии «Оскар» за заслуги в области кинематографа за 1964 год состоялась 5 апреля 1965 года в Santa Monica Civic Auditorium (Санта-Моника, округ Лос-Анджелес, Калифорния). Номинанты были объявлены 23 февраля 1965 года.
Музыкальная драма Джорджа Кьюкора — «Моя прекрасная леди» была удостоена восьми наград (из 12 номинаций), включая призы в основных категориях: за лучший фильм, лучшую режиссуру и лучшую мужскую роль (Рекс Харрисон). Это была последняя церемония вручения наград премии «Оскар», транслировавшаяся по ABC в чёрно-белом цвете.

## Фильмы, получившие несколько номинаций / наград
| Фильм | номинации | награды |
| --- | --------- | ------- |
| • Мэри Поппинс / Mary Poppins | 13        | 5       |
| • Моя прекрасная леди / My Fair Lady | 12        | 8       |
| • Бекет / Becket | 12        | 1       |
| • Грек Зорба / Alexis Zorbas / Zorba the Greek                                                                                          | 7         | 3       |
| • Тише, тише, милая Шарлотта / Hush… Hush, Sweet Charlotte                                                                              | 7         | 0       |
| • Непотопляемая Молли Браун / The Unsinkable Molly Brown                                                                                | 6         | 0       |
| • Ночь игуаны / The Night of the Iguana                                                                                                 | 4         | 1       |
| • Доктор Стрейнджлав, или Как я перестал бояться и полюбил бомбу / Dr. Strangelove or: How I Learned to Stop Worrying and Love the Bomb | 4         | 0       |
| • Папа Гусь / Father Goose | 3         | 1       |
| • Семь дней в мае / Seven Days in May                                                                                                   | 2         | 0       |
| • Вечер трудного дня / A Hard Day’s Night                                                                                               | 2         | 0       |
| • Робин и 7 гангстеров / Robin and the 7 Hoods                                                                                          | 2         | 0       |
| • Американизация Эмили / The Americanization of Emily                                                                                   | 2         | 0       |
| • Что за путь! / What a Way to Go! | 2         | 0       |
| • 7 лиц доктора Лао / 7 Faces of Dr. Lao                                                                                                | 1         | 0 + 1   |

## Список лауреатов и номинантов
★ Победители выделены отдельным цветом. 

### Основные категории
| Категории                                                  | Лауреаты и номинанты | Лауреаты и номинанты                                                         |
| ---------------------------------------------------------- | --- | ---------------------------------------------------------------------------- |
| Лучший фильм                                               | ★ Моя прекрасная леди (продюсер: Джек Уорнер) | ★ Моя прекрасная леди (продюсер: Джек Уорнер)                                |
| Лучший фильм                                               | • Бекет / Becket (продюсер: Хэл Б. Уоллис) |                                                                              |
| Лучший фильм                                               | • Доктор Стрейнджлав, или Как я перестал бояться и полюбил бомбу (продюсер: Стэнли Кубрик)                                                                                     |                                                                              |
| Лучший фильм                                               | • Мэри Поппинс (продюсеры: Уолт Дисней и Билл Уолш) |                                                                              |
| Лучший фильм                                               | • Грек Зорба (продюсер: Михалис Какояннис) |                                                                              |
| Лучший режиссёр                                            | | ★ Джордж Кьюкор за фильм «Моя прекрасная леди»                               |
| Лучший режиссёр                                            | • Питер Гленвилл — «Бекет» |                                                                              |
| Лучший режиссёр                                            | • Стэнли Кубрик — «Доктор Стрейнджлав, или Как я перестал бояться и полюбил бомбу»                                                                                             |                                                                              |
| Лучший режиссёр                                            | • Роберт Стивенсон — «Мэри Поппинс» |                                                                              |
| Лучший режиссёр                                            | • Михалис Какояннис — «Грек Зорба» |                                                                              |
| Лучший актёр                                               | | ★ Рекс Харрисон — «Моя прекрасная леди» (за роль профессора Генри Хиггинса)  |
| Лучший актёр                                               | • Ричард Бёртон — «Бекет» (за роль Томаса Бекета) |                                                                              |
| Лучший актёр                                               | • Питер О’Тул — «Бекет» (за роль короля Англии Генриха II) |                                                                              |
| Лучший актёр                                               | • Энтони Куинн — «Грек Зорба» (за роль Алексиса Зорбы) |                                                                              |
| Лучший актёр                                               | • Питер Селлерс — «Доктор Стрейнджлав, или Как я перестал бояться и полюбил бомбу» (за роли капитана Лайонела Мандрейка, президента США Меркина Маффли и доктора Стрейнджлава) |                                                                              |
| Лучшая актриса                                             | | ★ Джули Эндрюс — «Мэри Поппинс» (за роль Мэри Поппинс)                       |
| Лучшая актриса                                             | • Энн Бэнкрофт — «Пожиратель тыкв» (за роль Джо Армитаж) |                                                                              |
| Лучшая актриса                                             | • Софи Лорен — «Брак по-итальянски» (за роль Филумены Мартурано) |                                                                              |
| Лучшая актриса                                             | • Дебби Рейнольдс — «Непотопляемая Молли Браун» (за роль Молли Браун) |                                                                              |
| Лучшая актриса                                             | • Ким Стэнли — «Сеанс дождливым вечером» (за роль Майры Сэвэдж) |                                                                              |
| Лучший актёр второго плана                                 | | ★ Питер Устинов — «Топкапи» (за роль Артура Саймона Симпсона)                |
| Лучший актёр второго плана                                 | • Джон Гилгуд — «Бекет» (за роль короля Франции Людовика VII) |                                                                              |
| Лучший актёр второго плана                                 | • Стэнли Холлоуэй — «Моя прекрасная леди» (за роль Альфреда П. Дулиттла) |                                                                              |
| Лучший актёр второго плана                                 | • Эдмонд О’Брайен — «Семь дней в мае» (за роль сенатора Реймонда Кларка) |                                                                              |
| Лучший актёр второго плана                                 | • Ли Трейси — «Самый достойный» (за роль Арта Хокстэйдера) |                                                                              |
| Лучшая актриса второго плана                               | | ★ Лиля Кедрова — «Грек Зорба» (за роль мадам Гортензии)                      |
| Лучшая актриса второго плана                               | • Глэдис Купер — «Моя прекрасная леди» (за роль миссис Хиггинс) |                                                                              |
| Лучшая актриса второго плана                               | • Эдит Эванс — «Меловой сад» (за роль миссис Сент-Моэм) |                                                                              |
| Лучшая актриса второго плана                               | • Грейсон Холл — «Ночь игуаны» (за роль Джудит Феллоуз) |                                                                              |
| Лучшая актриса второго плана                               | • Агнес Мурхед — «Тише, тише, милая Шарлотта» (за роль Велмы Кратер) |                                                                              |
| Лучший сценарий, созданный непосредственно для экранизации | ★ С. Х. Барнетт, Питер Стоун и Фрэнк Тарлофф — «Папа Гусь» | ★ С. Х. Барнетт, Питер Стоун и Фрэнк Тарлофф — «Папа Гусь»                   |
| Лучший сценарий, созданный непосредственно для экранизации | • Алун Оуэн — «Вечер трудного дня» |                                                                              |
| Лучший сценарий, созданный непосредственно для экранизации | • Орвилл Х. Хэмптон, Рафаэль Хэйес — «Раз картошка, два картошка» |                                                                              |
| Лучший сценарий, созданный непосредственно для экранизации | • Адженоре Инкроччи, Фурио Скарпелли и Марио Моничелли — «Товарищи» |                                                                              |
| Лучший сценарий, созданный непосредственно для экранизации | • Жан-Поль Раппно, Ариана Мнушкина, Даниэль Буланже и Филипп де Брока — «Человек из Рио»                                                                                       |                                                                              |
| Лучший адаптированный сценарий                             | ★ Эдвард Энхалт — «Бекет» (по пьесе Жана Ануя «Бекет, или Честь Божья») | ★ Эдвард Энхалт — «Бекет» (по пьесе Жана Ануя «Бекет, или Честь Божья»)      |
| Лучший адаптированный сценарий                             | • Стэнли Кубрик, Питер Джордж, Терри Саузерн — «Доктор Стрейнджлав, или Как я перестал бояться и полюбил бомбу» (по роману Питера Джорджа «Red Alert»)                         |                                                                              |
| Лучший адаптированный сценарий                             | • Билл Уолш и Дон ДаГради — «Мэри Поппинс» (на основе серии книг Памелы Линдон Трэверс о Мэри Поппинс)                                                                         |                                                                              |
| Лучший адаптированный сценарий                             | • Алан Джей Лернер — «Моя прекрасная леди» (на основе сценария музыкальной пьесы автора и по пьесе Джорджа Бернарда Шоу «Пигмалион»)                                           |                                                                              |
| Лучший адаптированный сценарий                             | • Михалис Какояннис — «Грек Зорба» (по одноимённому роману Никоса Казандзакиса)                                                                                                |                                                                              |
| Лучший фильм на иностранном языке                          | ★ Вчера, сегодня, завтра / Ieri, oggi, domani (Италия) реж. Витторио Де Сика                                                                                                   | ★ Вчера, сегодня, завтра / Ieri, oggi, domani (Италия) реж. Витторио Де Сика |
| Лучший фильм на иностранном языке                          | • Вороний квартал / Kvarteret Korpen (Швеция) реж. Бу Видерберг |                                                                              |
| Лучший фильм на иностранном языке                          | • Салах Шабати / סאלח שבתי (Израиль) реж. Эфраим Кишон |                                                                              |
| Лучший фильм на иностранном языке                          | • Шербурские зонтики / Les Parapluies de Cherbourg (Франция) реж. Жак Деми |                                                                              |
| Лучший фильм на иностранном языке                          | • Женщина в песках / 砂の女 / Suna no onna (Япония) реж. Хироси Тэсигахара |                                                                              |

### Другие категории
| Категории                                      | Лауреаты и номинанты | Лауреаты и номинанты                                                                                |
| ---------------------------------------------- | --- | --------------------------------------------------------------------------------------------------- |
| Лучшая музыка: Оригинальный саундтрек          | Роберт Б. Шерман (слева) и Ричард М. Шерман                                                                                      | ★ Ричард М. Шерман и Роберт Б. Шерман — «Мэри Поппинс»                                              |
| Лучшая музыка: Оригинальный саундтрек          | Роберт Б. Шерман (слева) и Ричард М. Шерман                                                                                      | • Лоуренс Розенталь — «Бекет»                                                                       |
| Лучшая музыка: Оригинальный саундтрек          | Роберт Б. Шерман (слева) и Ричард М. Шерман                                                                                      | • Дмитрий Тёмкин — «Падение Римской империи»                                                        |
| Лучшая музыка: Оригинальный саундтрек          | Роберт Б. Шерман (слева) и Ричард М. Шерман                                                                                      | • Фрэнк Де Вол — «Тише, тише, милая Шарлотта»                                                       |
| Лучшая музыка: Оригинальный саундтрек          | Роберт Б. Шерман (слева) и Ричард М. Шерман                                                                                      | • Генри Манчини — «Розовая Пантера»                                                                 |
| Лучшая музыка: Запись адаптированной партитуры | | ★ Андре Превин — «Моя прекрасная леди»                                                              |
| Лучшая музыка: Запись адаптированной партитуры | • Джордж Мартин — «Вечер трудного дня»                                                                                           | |
| Лучшая музыка: Запись адаптированной партитуры | • Ирвин Костал — «Мэри Поппинс»                                                                                                  | |
| Лучшая музыка: Запись адаптированной партитуры | • Нельсон Риддл — «Робин и 7 гангстеров»                                                                                         | |
| Лучшая музыка: Запись адаптированной партитуры | • Роберт Армбрустер, Лео Арно, Джек Эллиотт, Джек Хэйес, Кэлвин Джексон и Лео Шакен — «Непотопляемая Молли Браун»                | |
| Лучшая песня к фильму                          | ★ Chim Chim Cher-ee — «Мэри Поппинс» — музыка и слова: Ричард М. Шерман, Роберт Б. Шерман                                        | ★ Chim Chim Cher-ee — «Мэри Поппинс» — музыка и слова: Ричард М. Шерман, Роберт Б. Шерман           |
| Лучшая песня к фильму                          | • Dear Heart — «Дорогое сердце» — музыка: Генри Манчини, слова: Джей Ливингстон и Рэй Эванс                                      | |
| Лучшая песня к фильму                          | • Hush…Hush, Sweet Charlotte — «Тише, тише, милая Шарлотта» — музыка: Фрэнк Де Вол, слова: Мак Дэвид                             | |
| Лучшая песня к фильму                          | • My Kind of Town — «Робин и 7 гангстеров» — музыка: Джимми Ван Хэйсен, слова: Сэмми Кан                                         | |
| Лучшая песня к фильму                          | • Where Love Has Gone — «Куда ушла любовь» — музыка: Джимми Ван Хэйсен, слова: Сэмми Кан                                         | |
| Лучший монтаж                                  | ★ Коттон Варбертон — «Мэри Поппинс»                                                                                              | ★ Коттон Варбертон — «Мэри Поппинс»                                                                 |
| Лучший монтаж                                  | • Энн В. Коутс — «Бекет» | |
| Лучший монтаж                                  | • Тед Дж. Кент — «Папа Гусь» | |
| Лучший монтаж                                  | • Майкл Лучано — «Тише, тише, милая Шарлотта»                                                                                    | |
| Лучший монтаж                                  | • Уильям Х. Циглер — «Моя прекрасная леди»                                                                                       | |
| Лучшая операторская работа (Чёрно-белый фильм) | ★ Уолтер Лассали — «Грек Зорба»                                                                                                  | ★ Уолтер Лассали — «Грек Зорба»                                                                     |
| Лучшая операторская работа (Чёрно-белый фильм) | • Филип Х. Лэтроп — «Американизация Эмили»                                                                                       | |
| Лучшая операторская работа (Чёрно-белый фильм) | • Милтон Р. Краснер — «Судьба-охотник»                                                                                           | |
| Лучшая операторская работа (Чёрно-белый фильм) | • Джозеф Ф. Байрок — «Тише, тише, милая Шарлотта»                                                                                | |
| Лучшая операторская работа (Чёрно-белый фильм) | • Габриэль Фигероа — «Ночь игуаны»                                                                                               | |
| Лучшая операторская работа (Цветной фильм)     | ★ Гарри Стрэдлинг ст. — «Моя прекрасная леди»                                                                                    | ★ Гарри Стрэдлинг ст. — «Моя прекрасная леди»                                                       |
| Лучшая операторская работа (Цветной фильм)     | • Джеффри Ансуорт — «Бекет» | |
| Лучшая операторская работа (Цветной фильм)     | • Уильям Х. Клотье — «Осень шайеннов»                                                                                            | |
| Лучшая операторская работа (Цветной фильм)     | • Эдвард Колман — «Мэри Поппинс»                                                                                                 | |
| Лучшая операторская работа (Цветной фильм)     | • Дэниел Л. Фапп — «Непотопляемая Молли Браун»                                                                                   | |
| Лучшая работа художника (Чёрно-белый фильм)    | ★ Вассилис Фотопулос — «Грек Зорба»                                                                                              | ★ Вассилис Фотопулос — «Грек Зорба»                                                                 |
| Лучшая работа художника (Чёрно-белый фильм)    | • Джордж У. Дэвис, Ганс Питерс, Эллиот Скотт (постановщики), Генри Грэйс, Роберт Р. Бентон (декораторы) — «Американизация Эмили» | |
| Лучшая работа художника (Чёрно-белый фильм)    | • Уильям Глазгоу (постановщик), Рафаэль Бреттон (декоратор) — «Тише, тише, милая Шарлотта»                                       | |
| Лучшая работа художника (Чёрно-белый фильм)    | • Стивен Б. Граймз — «Ночь игуаны»                                                                                               | |
| Лучшая работа художника (Чёрно-белый фильм)    | • Кэри Оделл (постановщик), Эдвард Дж. Бойл (декоратор) — «Семь дней в мае»                                                      | |
| Лучшая работа художника (Цветной фильм)        | ★ Джин Аллен, Сесил Битон (постановщики), Джордж Джеймс Хопкинс (декоратор) — «Моя прекрасная леди»                              | ★ Джин Аллен, Сесил Битон (постановщики), Джордж Джеймс Хопкинс (декоратор) — «Моя прекрасная леди» |
| Лучшая работа художника (Цветной фильм)        | • Джон Брайан, Морис Картер (постановщики), Патрик Маклафлин, Роберт Картрайт (декораторы) — «Бекет»                             | |
| Лучшая работа художника (Цветной фильм)        | • Кэрролл Кларк, Уильям Х. Тантк (постановщики), Эмиль Кури, Хэл Гаусман (декораторы) — «Мэри Поппинс»                           | |
| Лучшая работа художника (Цветной фильм)        | • Джордж У. Дэвис, Э. Престон Амес (постановщики), Генри Грэйс, Хью Хант (декораторы) — «Непотопляемая Молли Браун»              | |
| Лучшая работа художника (Цветной фильм)        | • Джек Мартин Смит, Тед Хаворт (постановщики), Уолтер М. Скотт, Стюарт А. Рейсс (декораторы) — «Что за путь!»                    | |
| Лучший дизайн костюмов (Чёрно-белый фильм)     | ★ Дороти Джикинс — «Ночь игуаны»                                                                                                 | ★ Дороти Джикинс — «Ночь игуаны»                                                                    |
| Лучший дизайн костюмов (Чёрно-белый фильм)     | • Эдит Хэд — «Жить в доме — не значит жить дома»                                                                                 | |
| Лучший дизайн костюмов (Чёрно-белый фильм)     | • Норма Кох — «Тише, тише, милая Шарлотта»                                                                                       | |
| Лучший дизайн костюмов (Чёрно-белый фильм)     | • Ховард Шоуп — «Поцелуи для моего президента»                                                                                   | |
| Лучший дизайн костюмов (Чёрно-белый фильм)     | • Рене Хьюберт — «Визит» | |
| Лучший дизайн костюмов (Цветной фильм)         | ★ Сесил Битон — «Моя прекрасная леди»                                                                                            | ★ Сесил Битон — «Моя прекрасная леди»                                                               |
| Лучший дизайн костюмов (Цветной фильм)         | • Маргарет Фёрс — «Бекет» | |
| Лучший дизайн костюмов (Цветной фильм)         | • Тони Уолтон — «Мэри Поппинс»                                                                                                   | |
| Лучший дизайн костюмов (Цветной фильм)         | • Мортон Хаак — «Непотопляемая Молли Браун»                                                                                      | |
| Лучший дизайн костюмов (Цветной фильм)         | • Эдит Хэд и Мосс Мэбри — «Что за путь!»                                                                                         | |
| Лучший звук                                    | ★ Джордж Гровс (Warner Bros. Studio Sound Department) — «Моя прекрасная леди»                                                    | ★ Джордж Гровс (Warner Bros. Studio Sound Department) — «Моя прекрасная леди»                       |
| Лучший звук                                    | • Джон Кокс (Shepperton Studio Sound Department) — «Бекет»                                                                       | |
| Лучший звук                                    | • Уолдон О. Уотсон (Universal City Studio Sound Department) — «Папа Гусь»                                                        | |
| Лучший звук                                    | • Роберт О. Кук (Walt Disney Studio Sound Department) — «Мэри Поппинс»                                                           | |
| Лучший звук                                    | • Франклин Милтон (Metro-Goldwyn-Mayer Studio Sound Department) — «Непотопляемая Молли Браун»                                    | |
| Лучшие звуковые эффекты                        | ★ Норман Ванстолл — «Голдфингер»                                                                                                 | ★ Норман Ванстолл — «Голдфингер»                                                                    |
| Лучшие звуковые эффекты                        | • Роберт Л. Брэттон — «Быстромобиль»                                                                                             | |
| Лучшие специальные визуальные эффекты          | ★ Питер Элленшоу, Юстас Лисетт, Хэмильтон Ласки — «Мэри Поппинс»                                                                 | ★ Питер Элленшоу, Юстас Лисетт, Хэмильтон Ласки — «Мэри Поппинс»                                    |
| Лучшие специальные визуальные эффекты          | • Джим Дэнфорт — «7 лиц доктора Лао»                                                                                             | |
| Лучший документальный полнометражный фильм     | ★ Мир без солнца / Le Monde sans soleil (продюсер: Жак Ив Кусто)                                                                 | ★ Мир без солнца / Le Monde sans soleil (продюсер: Жак Ив Кусто)                                    |
| Лучший документальный полнометражный фильм     | • The Finest Hours (продюсер: Джек Левин)                                                                                        | |
| Лучший документальный полнометражный фильм     | • Четыре ноябрьских дня / Four Days in November (продюсер: Мэл Стюарт)                                                           | |
| Лучший документальный полнометражный фильм     | • Голландец / Alleman (продюсер: Берт Ханстра)                                                                                   | |
| Лучший документальный полнометражный фильм     | • 14-18 / 14-18 (продюсер: Жан Орель)                                                                                            | |
| Лучший документальный короткометражный фильм   | ★ Девятеро из Литл-Рока / Nine from Little Rock (продюсер: Чарльз Гуггенхейм)                                                    | ★ Девятеро из Литл-Рока / Nine from Little Rock (продюсер: Чарльз Гуггенхейм)                       |
| Лучший документальный короткометражный фильм   | • Нарушая привычку (продюсеры: Генри Джейкобс и Джон Корти)                                                                      | |
| Лучший документальный короткометражный фильм   | • Children Without (продюсер: Чарльз Гуггенхейм)                                                                                 | |
| Лучший документальный короткометражный фильм   | • Кеножуак: Художница-эскимоска / Eskimo Artist: Kenojuak (фильм Национального совета по кинематографии Канады)                  | |
| Лучший документальный короткометражный фильм   | • 140 Days Under the World (продюсеры: Джеффри Скотт, Оксли Хьюэн)                                                               | |
| Лучший игровой короткометражный фильм          | ★ Касальс дирижирует: 1964 / Casals Conducts: 1964 (продюсер: Эдвард Шрайбер)                                                    | ★ Касальс дирижирует: 1964 / Casals Conducts: 1964 (продюсер: Эдвард Шрайбер)                       |
| Лучший игровой короткометражный фильм          | • Help! My Snowman’s Burning Down (продюсер: Карсон Дэвидсон)                                                                    | |
| Лучший игровой короткометражный фильм          | • The Legend of Jimmy Blue Eyes (продюсер: Роберт Клауз)                                                                         | |
| Лучшая короткометражка (мультипликация)        | ★ Розовый пройдоха / The Pink Phink (продюсеры: Дэвид Х. Депати и Фриз Фрилинг)                                                  | ★ Розовый пройдоха / The Pink Phink (продюсеры: Дэвид Х. Депати и Фриз Фрилинг)                     |
| Лучшая короткометражка (мультипликация)        | • Рождественский крекер / Christmas Cracker (фильм Национального совета по кинематографии Канады)                                | |
| Лучшая короткометражка (мультипликация)        | • Как избежать дружбы / How to Avoid Friendship (продюсер: Уильям Л. Снайдер)                                                    | |
| Лучшая короткометражка (мультипликация)        | • / Nudnik #2 (продюсер: Уильям Л. Снайдер)                                                                                      | |

### Специальная награда
| Премия за выдающиеся заслуги в кинематографе (Почётный «Оскар») | ★ Уильям Таттл — за выдающиеся достижения в искусстве грима, продемонстрированные в фильме «Семь лиц доктора Лао» |

## Научно-технические награды
| Категории | Лауреаты | Лауреаты |
| --------- | --- | -------- |
| Class I   | • Петро Влахос, Уодсворт Э. Пол, Аб Айверкс — за создание концепции и совершенное изготовление передвижной кинокамеры и другой техники для цветных комбинированных съёмок.                                       |          |
| Class II  | • Сидни П. Солоу, Эдвард Х. Рейхард, Карл У. Хауге, Джоб Сандерсон (Consolidated Film Industries) — за проектирование и разработку универсального автоматического цветного композитного 35-мм принтера.          |          |
| Class II  | • Пьер Энженю — за разработку для кинематографа объектива с увеличением линзы 10 к 1. |          |
| Class III | • Милтон Форман, Ричард Б. Гликман, Дэниэл Дж. Перлман (ColorTran Industries) — за достижения в разработке и применении в киносъемке осветительных приборов с использованием кварцевых йодных ламп.              |          |
| Class III | • Stewart Filmscreen Corp. — за бесшовный полупрозрачный синий экран для матовой цветной кинематографии путешествий.                                                                                             |          |
| Class III | • Энтони Палья (отдел механических эффектов студии 20th Century-Fox) — за улучшенный метод создания эффектов взрывной вспышки для кинофильмов.                                                                   |          |
| Class III | • Эдвард Х. Рейхард, Карл У. Хауге (Consolidated Film Industries) — за разработку детектора Proximity Cue Detector и его применение в кинопринтерах.                                                             |          |
| Class III | • Эдвард Х. Рейхард, Леонард Л. Соколов, Карл У. Хауге (Consolidated Film Industries) — за разработку и применение в кинолабораторной практике стробоскопического тестера сцен для цветной и черно-белой пленки. |          |
| Class III | • Нельсон Тайлер — за проектирование и строительство улучшенной системы камер для вертолетов. |          |